# Margaretia dorus
Margaretia dorus es una alga extinta datada en el Cámbrico medio. Fue descubierta en el esquisto de Burgess, una formación geológica ubicada en el parque nacional Yoho (Columbia Británica) por el paleontólogo C. D. Walcott. 

## Descripción
Sus frondas se componían de láminas tubulares simples o dobles de hasta 40 cm de largo, conectadas en la base a unas pequeñas raíces rizomatosas onduladas que se anclaban al suelo oceánico, lo que las mantenía erectas. Los márgenes de las láminas estaban salpicados de protuberancias regulares en forma de espiral llamadas papilas que semejaban pequeños agujeros.

## Historia
En principio fue clasificada como una Octocorallia.
Posteriormente, Satterthwait, en su tesis de doctorado de 1976, la reclasificó como un alga verde estrechamente parecida a la moderna Caulerpa, clasificación que apoyaron Conway Morris y Robison en 1988. Más recientemente se la ha tratado como una Hemichordata.